# Tadeusz Żebrowski (duchowny)
Tadeusz Eugeniusz Żebrowski (ur. 13 września 1925 w Brodowie-Witach, zm. 8 października 2014 w Płocku) – polski duchowny katolicki, historyk Kościoła.
Syn Mieczysława, żołnierza Armii Krajowej, ps. "Kordian" i Zofii z Rutkowskich.

## Życiorys
Pochodził z parafii Winnica. Święcenia kapłańskie przyjął 7 września 1952. Wieloletni profesor Wyższego Seminarium Duchownego w Płocku, dyrektor Biblioteki Seminaryjnej i Archiwum Diecezjalnego w Płocku.  Od 1978 kanonik honorowy Kapituły Katedralnej Płockiej. W 2001 przeszedł na emeryturę. Autor wielu prac naukowych, m.in. książek Zarys dziejów diecezji płockiej (1971), Zarys dziejów Diecezji Płockiej (1976) oraz Sierpc w średniowieczu i XVI wieku (2003).